# Dena (shahrestan)
Dena (persiska: دنا), även Dana, eller Shahrestan-e Dena (شهرستان دنا), är en delprovins (shahrestan) i Iran. Den ligger i provinsen Kohgiluyeh och Buyer Ahmad, i den centrala delen av landet. Administrativ huvudort är Sisakht.
Dena hade 42 539 invånare 2016.